# In Her Shoes
In Her Shoes é um filme estadunidense de comédia dramática de 2005 baseado no romance de mesmo nome de Jennifer Weiner. É dirigido por Curtis Hanson, com roteiro adaptado de Susannah Grant e estrelado por Cameron Diaz, Toni Collette e Shirley MacLaine. O filme foca a relação entre duas irmãs e sua avó.

## Sinopse
Maggie e Rose Feller são duas irmãs que se tornaram muito unidas após a morte trágica da mãe quando eram ainda pequenas. Mas, fora o facto de calçarem o mesmo número, não possuem mais nada em comum. Maggie é festeira, detesta estudar, muda constantemente de emprego e acredita que o seu melhor talento é atrair os homens. Já Rose é uma advogada bem-sucedida, que trabalha num dos maiores escritórios de Filadélfia. Aficcionada pelo trabalho, Rose enfrenta problemas com o peso e sempre se sente desconfortável nas roupas que usa.
Maggie é despejada e, sem dinheiro, vai passar um tempo com a irmã. Após uma grande briga, Rose expulsa a irmã. Maggie viaja, em sigilo, ao encontro da sua avó recém-descoberta, Ella Hirsch, que acreditavam estar morta mas a mesma estava numa Casa para Idosos na Flórida. A avó envia uma carta para Rose ir visitá-la. Quando chega, Rose se depara com a irmã, Maggie. E as duas vão tentar se entender novamente.

## Elenco
- Cameron Diaz como Maggie Feller
- Toni Collette como Rose Feller
- Shirley MacLaine como Ella Hirsch
- Ken Howard como Michael Feller
- Brooke Smith como Amy
- Candice Azzara como Sydelle Feller
- Richard Burgi como Jim Danvers
- Anson Mount como Todd
- Mark Feuerstein como Simon Stein
- Eric Balfour como Grant
- Francine Beers como Mrs. Lefkowitz
- Alan Blumenfeld como Mr. Stein
- Andy Powers como Tim
- Ivana Miličević como mãe de Caroline
- Norman Lloyd como professor
- Benton Jennings como o vendedor de sapatos John Johnson
- Jennifer Weiner como mulher sorridente

## Prémios e nomeações
Shirley MacLaine
- Globo de Ouro de melhor atriz coadjuvante em cinema
- Prémio Satellite de melhor atriz coadjuvante no cinema

Toni Collette
- Prémio Satellite de melhor atriz em cinema
- Australian Film Institute Award de Melhor Atriz

Cameron Diaz
- Imagen Foundation Award de Melhor Atriz